# 森真理
森 真理（もり しんり、1966年1月21日 - ）は、日本の漫画家。東京都世田谷区出身。女性。
高口里純のアシスタント3年間を経て、『ラジカル庭球団』（週刊少年サンデー昭和62年（1987年）5月増刊号）でデビュー。夫は漫画家の村枝賢一。

## 作品リスト

### 連載が終了した作品
- 銀のしっぽ（小学館 ビッグコミック増刊号、ビッグコミック、ビッグスリーネット）
- のほほんのりさん（竹書房 まんがライフオリジナル）
- でんでんユミコ
- ラジカル庭球団（小学館 週刊少年サンデー増刊号）
- なーんとなくブーリン（小学館 週刊少年サンデー増刊号）
- ぬさり道（竹書房 本当にあった愉快な話）
- 聖職に死ね!（徳間書店 少年キャプテンコミックススペシャル）
- ヤセとメタボのげんき日和（小学館 ビッグコミック増刊号）
- ツッパリたいの!!（小学館 週刊少年サンデー超）

### その他
- 白神山地ガイドブック（秋田県藤里町）
- おじいさんの森 〜ナショナルトラストで残す里山〜（環境庁）
- 小学館版学習まんが くまモン（ストーリー：三条和都、小学館・2018年）

## 出演
- 出没!アド街ック天国「江古田」（2000年1月29日 テレビ東京） - 在住漫画家の1人として紹介。村枝賢一も登場。